# AアンドP・ロバーツ
AアンドP・ロバーツ（英語：A. & P. Roberts,Co.）とは、かつてアメリカ合衆国ペンシルベニア州ペンコイドに存在した鉄工関連企業である。主として設計を担い、製造はグループ会社であるペンコイド鉄工所（Pencoyd Iron Works）が担当した。両者とも1900年にアメリカン・ブリッジに統合された。日本では橋梁の製造メーカーとして知られる。

## 歴史

### ペンコイドの成立
ペンシルベニア州のペンコイドは、イギリスのウェールズ出身の農業経営者のジョン・ロバーツが1683年に入植し、名付けた土地である。出身地のウェールズに先祖代々が住んできた土地の名称にちなむ名称で、「森のてっぺん」ほどの意味である。

### ペンコイド鉄工所の設立
ペンコイド鉄工所は、ジョン・ロバーツの7代目の子孫であるアルジャーノン・シドニー・ロバーツ（Algernon Sidney Roberts、1828年11月5日-1896年8月17日）とパーシバル・ロバーツ（Percival Roberts、1830年-1898年3月30日。-シニアとも呼ばれる）兄弟によって1852年に創業された。時代背景として、アメリカでの鉄道建設のブーム期にあたり、ペンコイド鉄工所は鉄道に関する製品の製作を手がけた。錬鉄製品の事業も展開した。
1859年からは、錬鉄または鋳鋼製の橋梁も手がけるようになった。

### AアンドP・ロバーツ
ペンコイド鉄工所設立と同じ1852年、AアンドP・ロバーツを設立し、設計はこの名称下で行うこととした。日本に現存する橋梁の銘板には「AアンドP・ロバーツ　ペンコイド鉄工所製」と記されているのは、そのためである。文献によっては同じ橋梁でも「AアンドP・ロバーツ製」とされているものと「ペンコイド鉄工所製」と異なる記述がなされる場合があるが、設計と製造を峻別していない場合もあり、注意されたい。
後年、パーシバル・ロバーツの息子、パーシバル・ウイリアムソン・ロバーツ（1857年- 1943年。パーシバル・ロバーツJr.の通称で記述されることが多い）が入社し、社長となった。

### アメリカン・ブリッジのペンコイド工場へ
AアンドP・ロバーツは、ジョン・モルガンによる企業のトラスト化の一環として他の27社の鉄鋼関連企業とともに統合され、アメリカン・ブリッジとなった。ペンコイド鉄工所は同社のペンコイド工場となった。翌1901年、モルガンは鉄鋼会社9社を統合したトラストであるUSスチールを設立し、アメリカン・ブリッジはその子会社となった。パーシバル・ロバーツJr.はアメリカン・ブリッジの社長とUSスチールの取締役を兼任した。
しかし、世界恐慌で経営に打撃を受けたのち、ペンコイド工場は1927年に閉鎖。設備は1937年にカーネギー・イリノイ・スチールに買い取られ、第二次世界大戦ののち、閉鎖された。

## 日本に現存する橋梁・部材の例

### AアンドP・ロバーツ　ペンコイド鉄工所製
- 揖斐川橋梁 (樽見鉄道樽見線) - 岐阜県大垣市・同安八町。1900年製。東海道本線で使用されていたものを転用したもの。
- 上淀川橋梁（上り線） - 大阪府大阪市。1899年製

### アメリカン・ブリッジ ペンコイド工場製
- 紀ノ川橋梁（上り線） - 和歌山県和歌山市。1903年製。設計は1899年、AアンドP・ロバーツ。
- 余部橋梁（橋脚） - 兵庫県加美町。1911年製。設計は鉄道院、桁の製造は東京石川島造船所。